# Sandrine Salerno

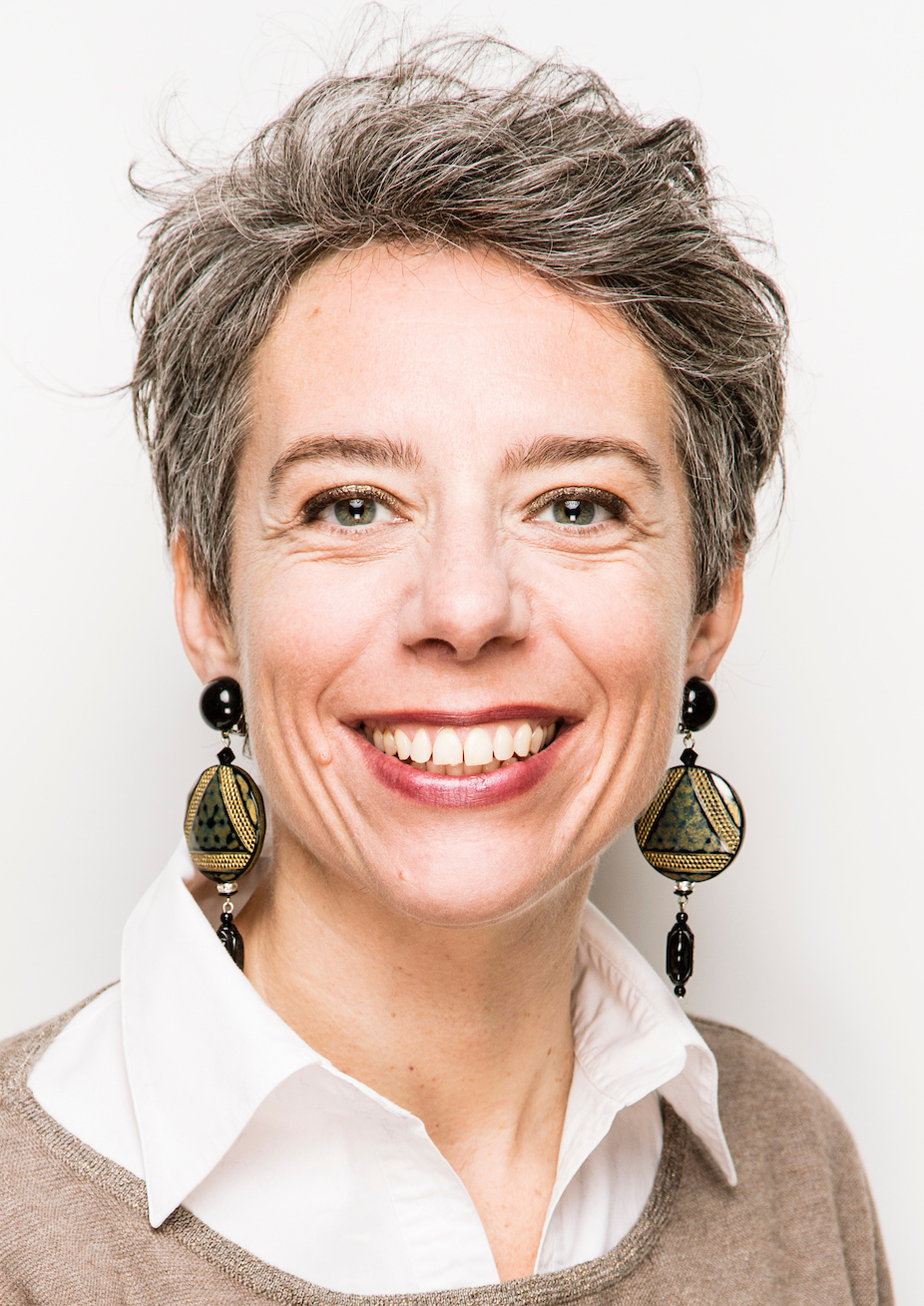
Sandrine Salerno (2016)

Sandrine Salerno (* 1971 in Genf) ist eine Schweizer Politikerin (SP). Zwischen 2007 und 2020 war sie Mitglied der Stadtregierung Genfs (französisch Conseil administratif). Von Juni 2010 bis Mai 2011, von Juni 2013 bis Mai 2014 sowie von Juni 2019 bis Mai 2020 amtierte sie als Stadtpräsidentin von Genf (Maire de Genève).
Sandrine Salerno studierte Politikwissenschaften und öffentliche Verwaltungsführung an der Universität Genf. Von 1995 bis 1997 war sie stellvertretende Verantwortliche des Menschenrechtsprogrammes des Centre Europe–Tiers Monde, von 1997 bis 2001 Koordinatorin im Centre de Contact Suisse-Immigrés, danach bis 2006 wissenschaftliche Mitarbeiterin an der Universität Genf. Von 2006 bis 2007 war sie im Erziehungsdepartement des Kantons Genf tätig.
1999 wurde Sandrine Salerno für die SP in den Gemeinderat (Conseil municipal) der Stadt Genf gewählt. Von 2006 bis 2007 war sie zudem Präsidentin der Stadtgenfer Sozialdemokratischen Partei. Im Jahr 2007 wurde sie in die Stadtregierung gewählt, in der sie das Wohn- und Finanzdepartement (DFL) übernahm. Sie ist die vierte Frau, die in eine Stadtgenfer Regierung gewählt wurde. Ab dem 1. Juni 2010 bis 31. Mai 2011 war sie Stadtpräsidentin und bekleidete vom 1. Juni 2013 bis 31. Mai 2014 zum zweiten Mal dieses Amt, ein drittes Mal vom 1. Juni 2019 bis 31. Mai 2020. Im Jahr 2020 schied sie aus der Stadtgenfer Regierung aus.
Sandrine Salerno ist Mutter von zwei Kindern.